# Haplochromis graueri
Haplochromis graueri là một loài cá thuộc họ Cichlidae. Nó được tìm thấy ở Burundi, Cộng hòa Dân chủ Congo, và Rwanda. Các môi trường sống tự nhiên của chúng là sông, hồ nước ngọt, đầm nước ngọt, và vùng đồng bằng nội địa.